# Charles Edward Montague
Charles Edward Montague, född 1 januari 1867, död 28 maj 1928, var en engelsk journalist och författare av romaner och essäer.

## Biografi
Montague föddes och växte upp i London. Hans far var en irländsk romersk-katolsk präst som lämnat kyrkan för att gifta sig. Han utbildades vid City London School och Balliol College, Oxford. 1890 rekryterades han av C. P. Scott till Manchester Guardian, där han blev en uppmärksammad ledarskribent och kritiker. Montague gifte sig med Scotts dotter Madeline 1898.
Han var en motståndare till första världskriget innan det bröt ut, men stödde det när det väl har startat, då han hoppades på en snabb revolution. 1914 var Montague 47 år gammal och egentligen för gammal för värvning. För att ändå kunna värva sig färgade han håret svart som ett sätt att lura armén. H. W. Nevinson skrev senare att "Montague är den enda person jag vet vars vita hår under en natt kunde bli svart genom mod." Han började som grenadjärsergeant, befordrades till löjtnant och slutligen kapten befälhavare av underrättelsetjänsten 1915. Senare under kriget eskorterade han VIP-personer som besökte slagfältet, bland andra H. G. Wells och George Bernard Shaw. Under krigets sista år skrev han texter som var starkt emot kriget. "Disenchantment" från 1922 var ett av de första prosaiska verken som starkt kritiserade sättet som kriget utövades på, och är en viktig text i framväxten av en litteratur om första världskriget.
Han återvände till Guardian, men kände att hans roll blev mindre i och med att åren passerade. 1925 pensionerades han, och blev en författare på heltid under sina sista år i livet. Han dog 61 år gammal 1928. Han är fader till Evelyn Aubrey Montague, en olympisk idrottare och journalist som framställdes i filmen Triumfens ögonblick (Chariots of Fire) från 1981.